# Šumperk
Šumperkⓘ (niem. Mährisch Schönberg, pol. Szumperk) – miasto w Czechach, w kraju ołomunieckim, na Morawach. Według danych z 1 stycznia 2013 powierzchnia miasta wynosiła 2791 ha, a liczba jego mieszkańców 26 870 osób.

## Historia
Šumperk został założony w 1269 przez niemieckich kolonistów. Niemiecka nazwa Schönberg znaczy „piękna góra”, a nazwa czeska powstała przez zniekształcenie tego słowa. Dzięki położeniu na szlaku handlowym oraz czerpaniu zysków z wydobycia miedzi Šumperk szybko stał się centrum regionu. Miasto było własnością margrabiego morawskiego do XV wieku. Petr ze Žerotína kupił miasto i zbudował mury obronne.
W XVI wieku miasto stało się bardzo bogate dzięki produkcji wysokiej jakości ubrań. W czasie wojny trzydziestoletniej został znacznie zniszczony, a miasto stała się własnością Liechtensteinów. Šumperk ucierpiał ponownie w 1669 z powodu ogromnego pożaru, w wyniku którego zniszczeniu uległy 244 domy. W II poł. XVII wieku miały tu miejsce procesy czarownic, w wyniku których śmierć poniosło 48 mężczyzn i kobiet.
W XIX w. nastąpił silny rozwój przemysłu, wybudowano kolej.
W 1930 w mieście mieszkało 12 tys. osób, z czego 25% stanowili Czesi, a resztę Niemcy. W 1938 po zawarciu Układu monachijskiego miasto zostało przyłączone do Niemiec. Większość Czechów została wysiedlona do Protektoratu Czech i Moraw. Po zdobyciu przez Armię Czerwoną oraz ukształtowaniu się administracji czechosłowackiej, na podstawie dekretów Beneša z miasta zostali wysiedleni niemal wszyscy Niemcy.
Miasto było zajęte przez Wojsko Polskie w czasie likwidacji Praskiej wiosny 21 sierpnia 1968 (Operacja Dunaj). Armia polska została zastąpiona 3 listopada 1968 przez Armię Czerwoną, która wycofała się w 1991 po aksamitnej rewolucji.

## Demografia[4]
| Rok             | 1970   | 1980   | 1991   | 2001   | 2003   | 2013   |
| --------------- | ------ | ------ | ------ | ------ | ------ | ------ |
| Liczba ludności | 23 683 | 28 108 | 30 422 | 29 490 | 28 768 | 26 870 |

## Gospodarka
W mieście rozwinął się przemysł drzewny, włókienniczy, maszynowy, papierniczy, materiałów budowlanych, elektrotechniczny oraz spożywczy.

## Kultura
- Blues Alive – międzynarodowy festiwal bluesowy
- Międzynarodowy Festiwal Folkloru
- Teatr
- Muzeum etnograficzne

## Atrakcje turystyczne
- Gotycki kościół parafialny pw. św. Jana Chrzciciela, przebudowany po 1669,
- Dawny kościół klasztorny Zwiastowania Maryi Panny,
- Kościół secesyjny pw. św. Jana Ewangelisty z 1925,
- Dawny kościół cmentarny pw. św. Barbary,
- Cerkiew prawosławna pw. Ducha Świętego,
- Muzeum etnograficzne,
- Teatr,
- Ratusz,
- Kolumna NMP w rynku

Oddział PTTK „Sudetów Wschodnich” w Prudniku przyznaje Kolarską Odznakę Turystyczną w „Królestwie Pradziada” za odwiedzenie m.in. Šumperka.

## Sport
- Hokej Šumperk 2003, hokej na lodzie – czeska I liga
- TJ Šumperk, koszykówka
- Cannibals baseball Šumperk, baseball
- FbC Asper Šumperk, unihokej

## Urodzeni w mieście
- Jan Balabán – czeski prozaik, publicysta i tłumacz
- Hermann Krumey – zbrodniarz hitlerowski współodpowiedzialny za zbrodnie w okupowanej Polsce i na Węgrzech
- Michaela Paštiková – tenisistka
- Leo Slezak – śpiewak operowy, tenor

## Miasta partnerskie
- Bad Hersfeld
- Maarssen
- Nysa
- Prievidza
- Vaasa

## Galeria

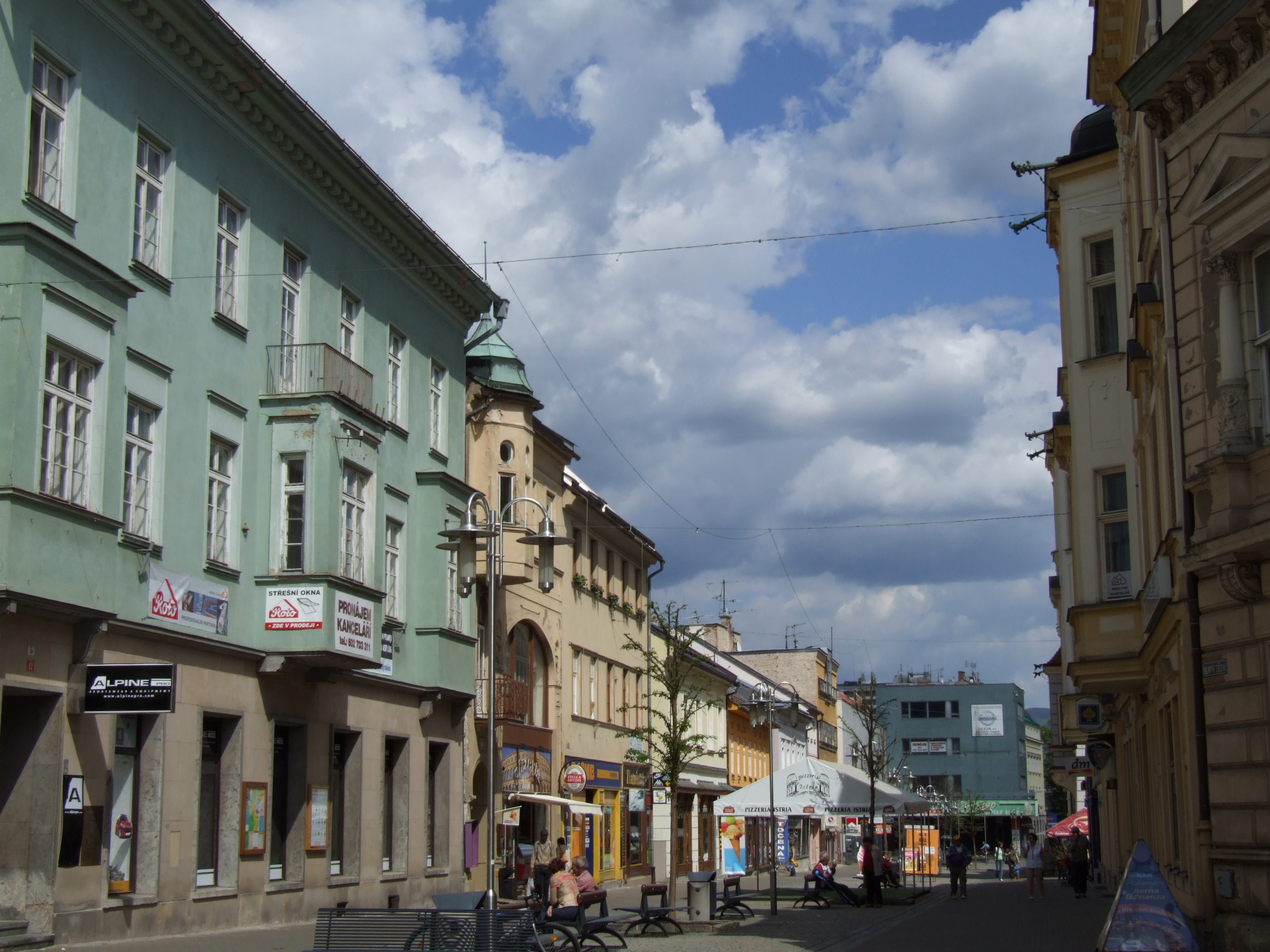
Główny deptak miejski
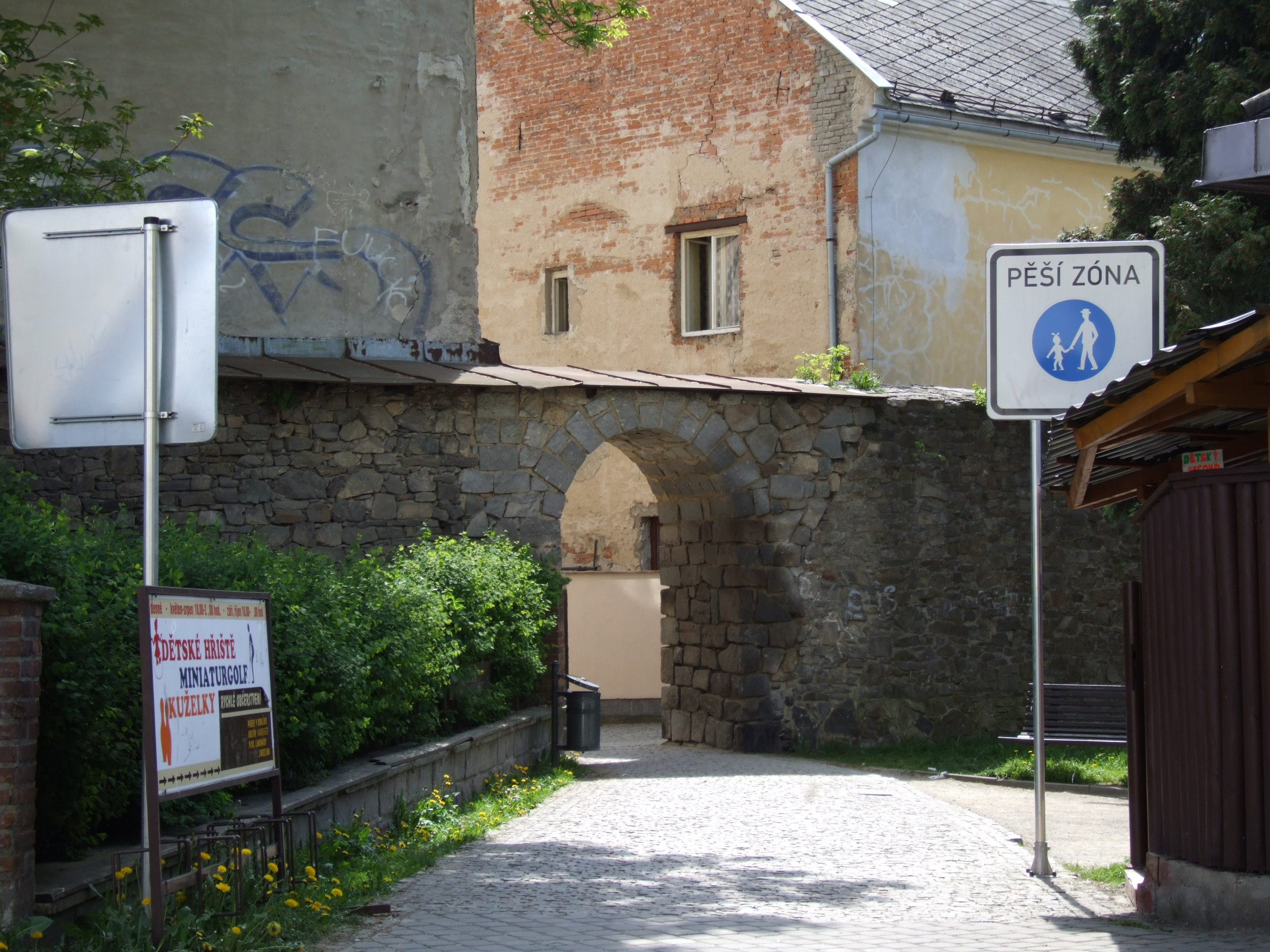
Mury miejskie
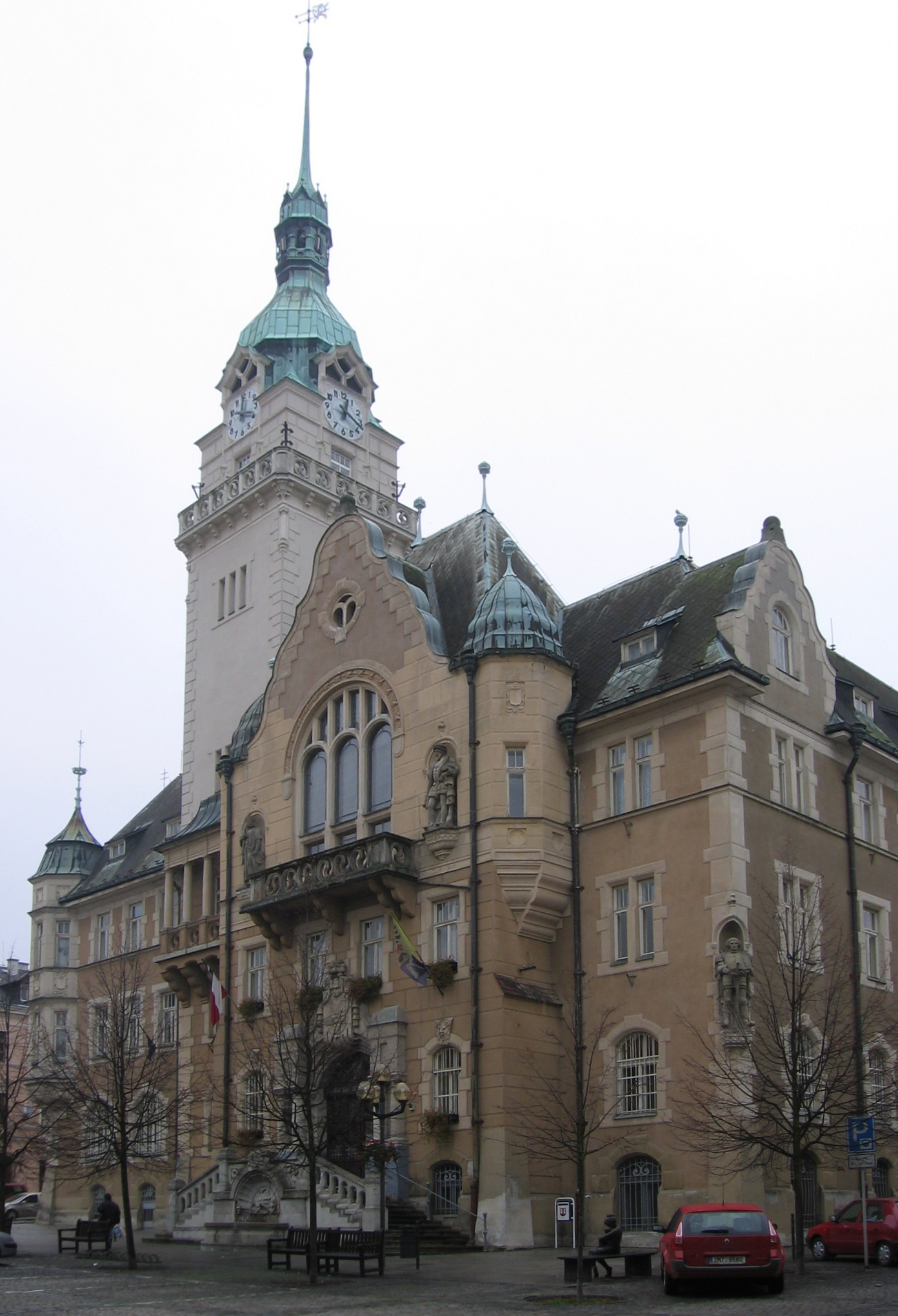
Ratusz
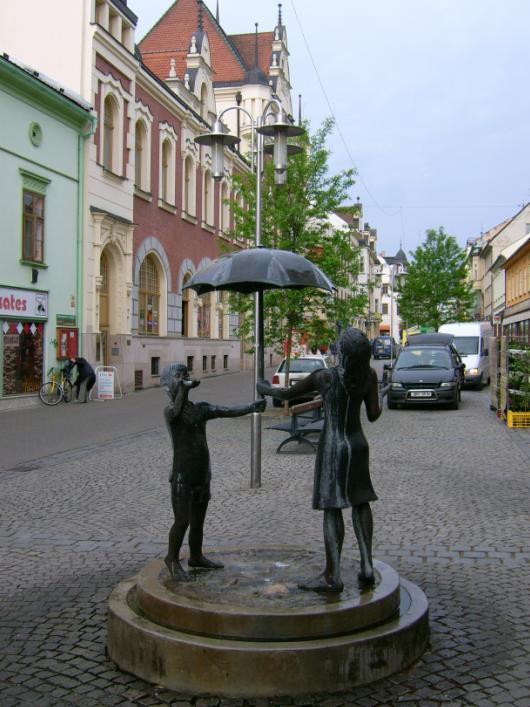
Rzeźba na rynku